# Патара-Чвареби
Патара-Чвареби (груз. პატარა ჭვარები) — село в Грузии, на территории Горийского муниципалитета края (мхаре) Шида-Картли.

## География
Село находится в центральной части Грузии, на правом берегу реки Тедзами, на расстоянии приблизительно 21 километра (по прямой) к юго-юго-западу от города Гори, административного центра муниципалитета. Абсолютная высота — 1464 метра над уровнем моря.

## Население
По результатам официальной переписи населения 2014 года, постоянное население в Патара-Чвареби отсутствовало.
| Год  | Население, человек |
| ---- | ------------------ |
| 2002 | 0                  |
| 2014 | 0                  |